# Liste des communes de la province de Grenade
Liste des 169 communes de la province de Grenade, Espagne :
- Haut – A
- B
- C
- D
- E
- F
- G
- H
- I
- J
- K
- L
- M
- N
- O
- P
- Q
- R
- S
- T
- U
- V
- W
- X
- Y
- Z

## A
- Agrón
- Alamedilla
- Albolote
- Albondón
- Albuñán
- Albuñol
- Albuñuelas
- Aldeire
- Alfacar
- Algarinejo
- Alhama de Granada
- Alhendín
- Alicún de Ortega
- Almegíjar
- Almuñécar
- Alpujarra de la Sierra
- Alquife
- Arenas del Rey
- Armilla
- Atarfe

## B
- Baza
- Beas de Granada
- Beas de Guadix
- Benalúa
- Benalúa de las Villas
- Benamaurel
- Bérchules
- Bubión
- Busquístar

## C
- Cáñar
- Cacín
- Cádiar
- Cájar
- La Calahorra
- Calicasas
- Campotéjar
- Caniles
- Capileira
- Carataunas
- Cástaras
- Castilléjar
- Castril
- Cenes de la Vega
- Chauchina
- Chimeneas
- Churriana de la Vega
- Cijuela
- Cogollos de Guadix
- Cogollos Vega
- Colomera
- Cortes de Baza
- Cortes y Graena
- Cuevas del Campo
- Cúllar
- Cúllar Vega

## D
- Darro
- Dehesas de Guadix
- Deifontes
- Diezma
- Dílar
- Dólar
- Dúdar
- Dúrcal

## E
- Escúzar

## F
- Ferreira
- Fonelas
- Freila
- Fuente Vaqueros

## G
- Las Gabias
- Galera
- Gobernador
- Gójar
- Gor
- Gorafe
- Grenade
- Guadahortuna
- Guadix
- Los Guájares
- Gualchos
- Güéjar Sierra
- Güevéjar

## H
- Huélago
- Huéneja
- Huéscar
- Huétor Santillán
- Huétor-Tájar
- Huétor Vega

## I
- Íllora
- Ítrabo
- Iznalloz

## J
- Jayena
- Jérez del Marquesado
- Jete
- Jun
- Juviles

## L
- Láchar
- Lanjarón
- Lanteira
- Lecrín
- Lentegí
- Lobras
- Loja
- Lugros
- Lújar

## M
- La Malahá
- Maracena
- Marchal
- Moclín
- Molvízar
- Monachil
- Montefrío
- Montejícar
- Montillana
- Moraleda de Zafayona
- Morelábor
- Motril
- Murtas

## N
- Nevada
- Nigüelas
- Nívar

## O
- Ogíjares
- Orce
- Órgiva
- Otívar

## P
- El Padul
- Pampaneira
- Pedro Martínez
- Peligros
- La Peza
- El Pinar
- Píñar
- Pinos Genil
- Pinos Puente
- Polícar
- Polopos
- Pórtugos
- Puebla de Don Fadrique
- Pulianas
- Purullena

## Q
- Quéntar

## R
- Rubite

## S
- Salar
- Salobreña
- Santa Cruz del Comercio
- Santa Fe
- Soportújar
- Sorvilán

## T
- La Taha
- Torre-Cardela
- Torvizcón
- Trevélez
- Turón

## U
- Ugíjar

## V
- Valderrubio
- El Valle
- Valle del Zalabí
- Válor
- Vegas del Genil
- Vélez de Benaudalla
- Ventas de Huelma
- Villa de Otura
- Villamena
- Villanueva de las Torres
- Villanueva Mesía
- Víznar

## Z
- Zafarraya
- Zagra
- La Zubia
- Zújar